# Langenbach (Pausa-Mühltroff)
Langenbach ist ein Ortsteil der Stadt Pausa-Mühltroff im Vogtlandkreis in Sachsen. Er wurde am 1. Januar 1994 nach Mühltroff eingemeindet, mit dem er seit dem 1. Januar 2013 zur Stadt Pausa-Mühltroff gehört. Zwischen 1952 und 1992 gehörte Langenbach wie sein Nachbarort Mühltroff zum Kreis Schleiz im Bezirk Gera bzw. ab 1990 im Freistaat Thüringen. Durch einen Staatsvertrag kamen sie am 1. April 1992 zum sächsischen Landkreis Plauen.

## Geographie

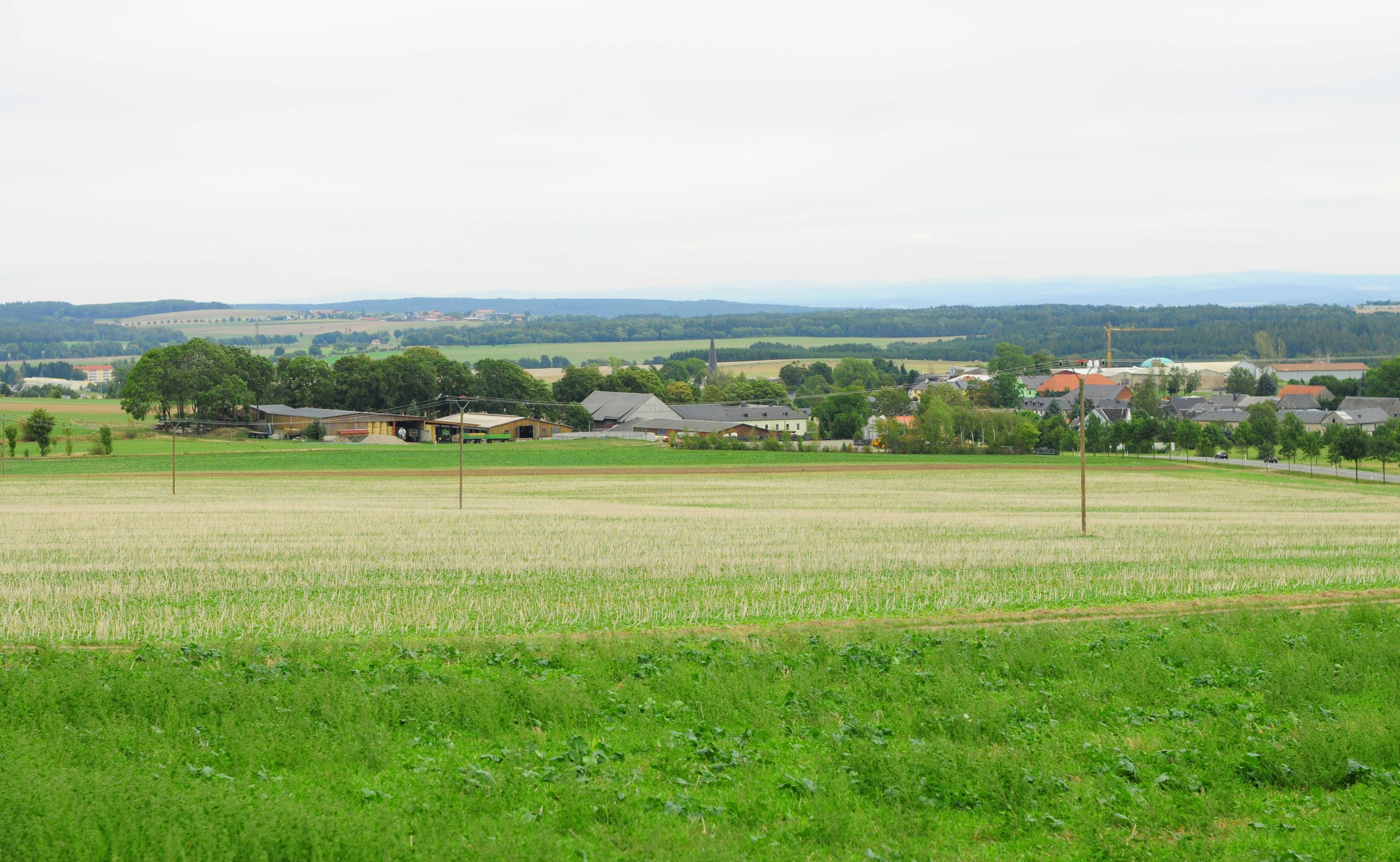
Blick auf Langenbach

### Geographische Lage und Verkehr
Das Straßenangerdorf mit Gelängeflur liegt westlich von Mühltroff und östlich der Stadt Schleiz an der Bundesstraße 282. Es liegt im äußersten Nordwesten des Vogtlandkreises und im sächsischen Teil des historischen Vogtlands. Im Norden, Westen und im Süden grenzt Langenbach an das thüringische Vogtland.
Bezüglich des Naturraums gehört Langenbach zum Südostthüringer Schiefergebirge (Naturraum Vogtland). Durch den Ort fließt der Langenbacher Bach, der über die Wisenta in die Saale entwässert. Die Ortsflur von Langenbach wird im Nordwesten von der Zeitera und im Süden vom Forstbach begrenzt, welche ebenfalls in die Wisenta münden. Diese beiden Bäche bilden jeweils die Landesgrenze zu Thüringen.
Langenbach wird von der Linie 143 des KomBus bedient, die den Ort mit Mühltroff, Schleiz und Plauen verbindet.

### Nachbarorte
|                        |                                             | Langenbuch (Thüringen) |
| Mielesdorf (Thüringen) | Kompassrose, die auf Nachbargemeinden zeigt | Mühltroff              |
|                        | Unterkoskau (Thüringen)                     |                        |

## Geschichte

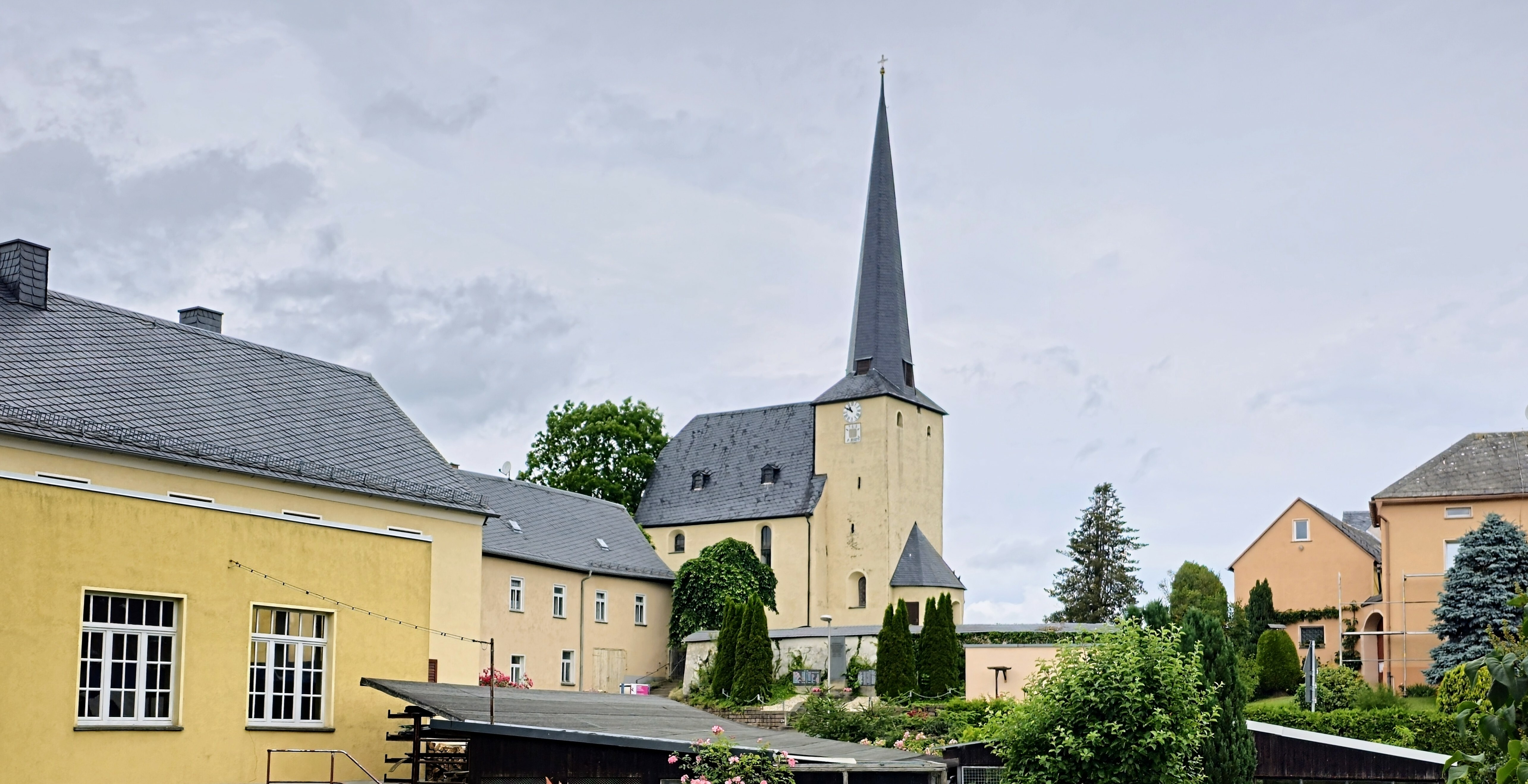
Michaeliskirche Langenbach

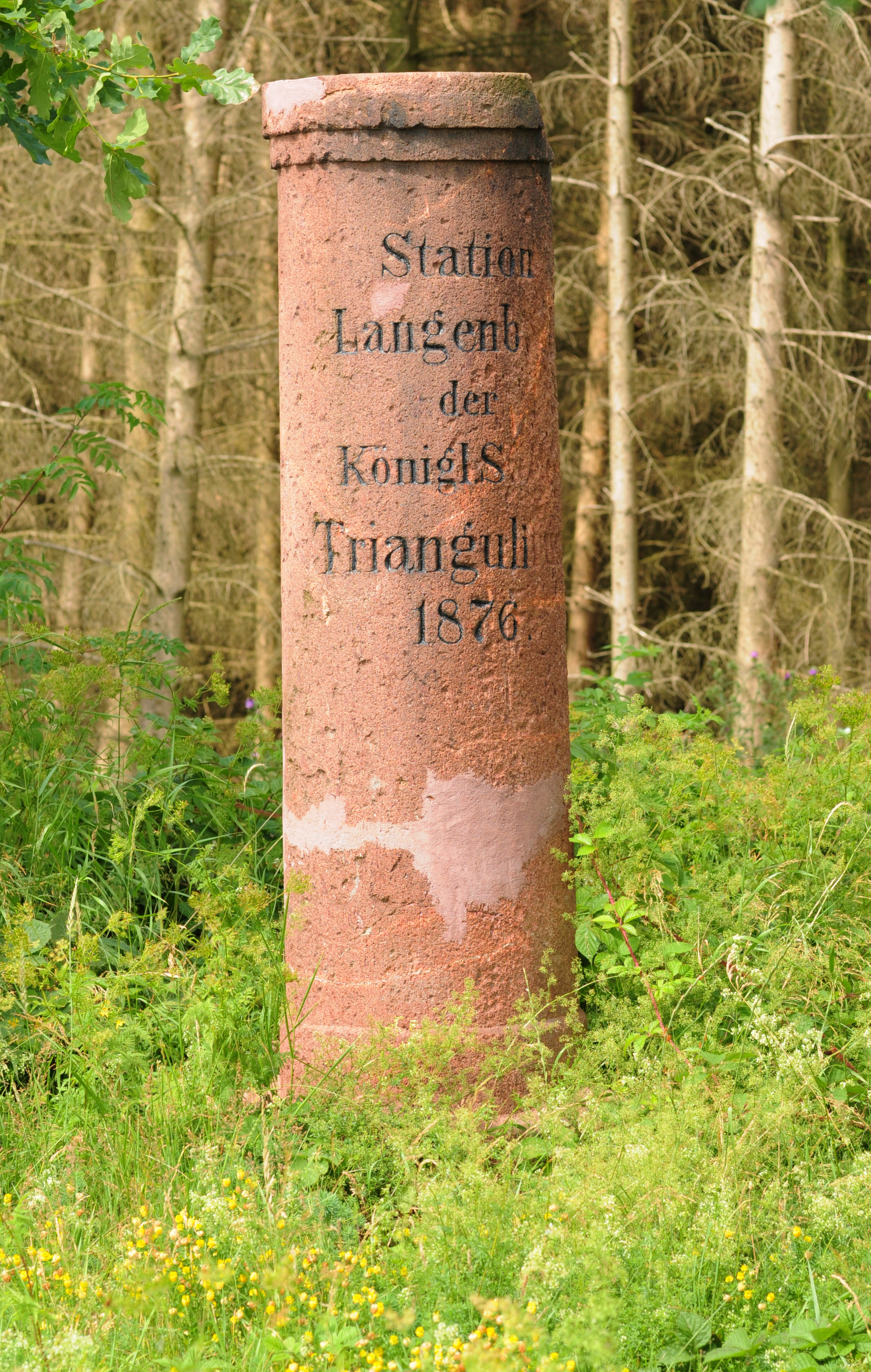
Königlich-sächsische Triangulirung, Station 156 Langenbach

1342 wurde das Dorf Langenbach urkundlich gehörend erstmals genannt. Der Ort gehörte bezüglich der Grundherrschaft um 1378 zum castrum Mühltroff, ab 1551 zum Rittergut Mühltroff. Zu dieser Zeit lebten im sich entwickelnden Dorf 50 Siedler. Als Teil der Herrschaft Mühltroff gehörte Langenbach bis 1856 zum kursächsischen bzw. königlich-sächsischen Amt Plauen. Im Jahr 1856 wurde der Ort dem Gerichtsamt Pausa und 1875 der Amtshauptmannschaft Plauen angegliedert. 1834 wohnten im Ort 430, im Jahr 1925 428 und 1964 überwiegend 443 Personen meist mit evangelischem Glauben. Die Kirche des Orts unterhält ein Schwesterkirchverhältnis mit der Kirche in Mühltroff.
Durch die zweite Kreisreform in der DDR wurde das bisher sächsische Dorf Langenbach gemeinsam mit seinen Nachbarorten Mühltroff, Thierbach, Langenbuch und Dröswein im Jahr 1952 dem Kreis Schleiz im Bezirk Gera angegliedert, welcher ab 1990 als thüringischer Landkreis Schleiz fortgeführt wurde.
Auf Grundlage des Staatsvertrages zwischen Thüringen und Sachsen wechselten Mühltroff, Langenbach und Thierbach gemeinsam mit den Orten Ebersgrün, Pausa/Vogtl., Ranspach und Unterreichenau (bisher Kreis Zeulenroda) am 1. April 1992 zum sächsischen Landkreis Plauen, während Langenbuch und Dröswein beim thüringischen Landkreis Schleiz verblieben. Aufgrund dieser historischen Begebenheit ist Langenbach einer der wenigen sächsischen Orte, die zum „thüringischen“ Postleitzahlengebiet „07“ gehören. Die Eingemeindung von Langenbach nach Mühltroff erfolgte am 1. Januar 1994. Am 10. Januar 2000 wurde eine Verwaltungsgemeinschaft zwischen der Stadt Mühltroff und der Stadt Pausa/Vogtl. mit dem Namen Verwaltungsgemeinschaft Pausa gebildet. Zum 1. Januar 2013 wurde die Verwaltungsgemeinschaft aufgelöst und die Stadt Mühltroff mit seinen beiden Ortsteilen in die Stadt Pausa eingegliedert. Die Einheitsgemeinde trägt den Namen Pausa-Mühltroff.

## Sehenswürdigkeiten
- Michaeliskirche Langenbach (Anfang 15. Jh., Orgel von Julius Jahn & Sohn aus dem Jahr 1889)[7]
- Station 156 der Königlich-Sächsischen Triangulation von 1876

## Persönlichkeiten
- Karl Ludwig Ferdinand Blanckmeister (1819–1883), Jurist und Politiker, geboren in Langenbach.
- Carl Eduard Cramer (1817–1886), Privatgelehrter und Publizist, geboren in Langenbach.
- Max Ludwig Zschommler (1855–1915), Lehrer und Heimatforscher, geboren in Langenbach.
- Johann Peisker (1631–1711), Philologe und Pädagoge, geboren in Langenbach